# Simulium elongatum
Simulium elongatum är en tvåvingeart som beskrevs av Takaoka 2003. Simulium elongatum ingår i släktet Simulium och familjen knott.
Artens utbredningsområde är Sulawesi. Inga underarter finns listade i Catalogue of Life.